# Округ Симарон (Оклахома)
Симарон (енгл. Cimarron County) је округ у америчкој савезној држави Оклахома.

## Демографија
По попису из 2010. године број становника је 2.475, што је 673 (-21,4%) становника мање него 2000. године.
| Група             | 2000.         | 2010.         |
| Белци             | 2.551 (81,0%) | 1.894 (76,5%) |
| Афроамериканци    | 18 (0,6%)     | 6 (0,2%)      |
| Азијати           | 5 (0,2%)      | 8 (0,3%)      |
| Хиспаноамериканци | 485 (15,4%)   | 514 (20,8%)   |
| Укупно            | 3.148         | 2.475         |